# Turnier von Toulon
Das Turnier von Toulon bzw. Le Festival International Espoirs de Toulon et du Var ist neben den U-21-Europameisterschaften der bedeutendste Fußball-Wettbewerb in dieser Altersklasse.
Das Turnier ist kein von der UEFA organisierter Wettbewerb. Es wird jährlich ausgetragen. Neben dem besten Team werden der beste Schütze, Spieler und Torhüter ermittelt. Die Spiele werden im südfranzösischen Département Var ausgetragen, wobei das Finale in Toulon stattfindet. Viermal fand das Turnier mit deutscher Beteiligung statt.

## Geschichte
Bereits 1967 wurde der Vorläufer dieses Traditionsturniers zum ersten Mal ausgetragen, damals aber noch von sechs Klubmannschaften. Der RSC Anderlecht gewann das Endspiel gegen ŠK Slovan Bratislava mit 1:0. Damaliger französischer Vertreter war Olympique Nîmes, welche Platz drei erreichten.
Seit 1974 spielen die Junioren-Teams (U-20, U-21 oder U-23) der verschiedenen Länder um den Triumph bei diesem Turnier. Damaliger Gewinner waren die Gäste aus Polen, die sich gegen die ungarische Auswahl durchsetzen konnten. Nachdem 1974 nur vier Mannschaften starteten, erhöhte sich 1975 die Anzahl auf acht. Ein Jahr später stand der Gastgeber zum ersten Mal im Finale. Doch war dort Endstation gegen die Mannschaft aus Argentinien, die somit auch erster nichteuropäischer Sieger wurden. 1977 konnten die Franzosen den Pokal dann auch zum ersten Mal ihr Eigen nennen und sicherten sich durch ein 1:0 die Trophäe. Die UdSSR war 1979 die erste Mannschaft vom asiatischen Kontinent, die beim Turnier in Toulon gewinnen konnte. Mitte bis Ende der 80er schaffte es die Juniorenauswahl der Le Bleus sechs Mal ins Finale und gewann davon fünf Partien. Einzig die Bulgaren im Jahre 1986 konnten der französischen Mannschaft damals paroli bieten und sie mit 1:0 bezwingen.
In dieser Zeit gelang der deutschen Juniorenauswahl die bisher beste Platzierung. 1983 wurde das Team unter der Betreuung von Berti Vogts vierter. Damals standen Spieler wie Axel Brummer, Thomas Brunner, Thomas Herbst, Ralf Loose, Alfred Schön und Rüdiger Vollborn im Kader des späteren deutschen A-Nationalmannschafts-Auswahltrainers. In den 1990ern baute sich ein neuer Übergegner auf. Zwischen 1990 und 1994 erreichte die englische Mannschaft vier Endspielteilnahmen und gewann alle Vergleiche. Nur im Finale vom 1992 standen sich mit Portugal und Jugoslawien zwei andere Teams gegenüber. Die Portugiesen setzen sich damals durch und gewannen ihren ersten Titel in Toulon.
Als 1995 Brasilien das Finale gewann, zeichnete sich bis 2002 eine südamerikanische Dominanz ab. Neben den Brasilianern triumphierten während dieser Zeit auch die Teams aus Argentinien und erstmals Kolumbien. 1998 wurde die deutsche Mannschaft zum zweiten Mal eingeladen. Uli Stielike erreichte mit den späteren Nationalspielern Robert Enke, Frank Fahrenhorst und Ingo Hertzsch aber nur einen enttäuschenden siebenten Platz. Schon 2002 kam die nächste Einladung, doch auch dieses Mal schaffte der damalige Trainer Hannes Löhr keinen Erfolg. Allerdings trugen Spieler wie Thomas Hitzlsperger und Benjamin Lauth zum Erreichen des fünften Platzes bei.
Seit 2004 sind die Franzosen wieder erstarkt und gewannen vier Mal in Folge den Wettbewerb. Erst 2008 brach Italien die Siegesserie des Gastgebers. Beim letzten Turnier mit deutscher Beteiligung im Jahr 2007 war für die Truppe vom damaligen Trainer Dieter Eilts bereits nach der Vorrunde mit nur einem Punkt und einem Torverhältnis von 2:6 Schluss. Patrick Ebert und Ashkan Dejagah waren die beiden einzigen Torschützen für die U-21-DFB-Auswahl. Finals mit deutscher Beteiligung blieben also bisher aus.

## Ehrungen
Einzig Rainer Ernst, vom Team der DDR, wurde 1982 zum besten Spieler gewählt. Auch andere spätere Weltstars wie die Feldspieler Didier Deschamps, Jean-Pierre Papin, Alan Shearer, Rui Costa, Thierry Henry, Juan Román Riquelme und die Torhüter Taffarel, Grégory Coupet zeigten bei diesem Nachwuchsturnier bereits ihr Können und wurden geehrt. Die Spieler Gérard Soler, Alan Shearer, Rui Costa, Florian Maurice, Thierry Henry, Tressor Moreno und Kevin Gameiro waren die bisher einzigen, die sowohl den Pokal für den besten Torschützen, als auch für den besten Spieler erhielten. Die Torhüter Boris Manolkow, Nuno Santos und Fabio waren die bisher einzigen Teilnehmer, die ihren Titel als bester Spieler bzw. Torhüter in den jeweiligen Folgejahren verteidigen konnten.

## Spielregeln
Die Spielzeit beträgt zweimal 40 Minuten. Die Halbzeitpause ist nur zehn anstatt 15 Minuten lang. Steht es nach der regulären Spielzeit noch unentschieden geht es direkt zu einem Elfmeterschießen und nicht erst in die Verlängerung. Ansonsten wird mit den offiziellen Fußballregeln des Weltfußballverbandes FIFA gespielt.

## Bisherige Gewinner Herren
| Jahr | Gewinner       | Finalgegner       | Ergebnis       |
| ---- | -------------- | ----------------- | -------------- |
| 1967 | RSC Anderlecht | Slovan Bratislava | 1:0            |
| 1974 | Polen          | Ungarn            | 3:2            |
| 1975 | Argentinien    | Frankreich        | 1:0            |
| 1976 | Bulgarien      | Frankreich        | 3:2            |
| 1977 | Frankreich     | Bulgarien         | 1:0            |
| 1978 | Ungarn         | Frankreich        | 4:3            |
| 1979 | Sowjetunion    | Niederlande       | 2:0            |
| 1980 | Brasilien      | Frankreich        | 2:1            |
| 1981 | Brasilien      | Tschechoslowakei  | 2:0            |
| 1982 | Jugoslawien    | Tschechoslowakei  | 2:2            |
| 1983 | Brasilien      | Argentinien       | 1:1            |
| 1984 | Frankreich     | Sowjetunion       | 1:1            |
| 1985 | Frankreich     | England           | 3:1            |
| 1986 | Bulgarien      | Frankreich        | 1:0            |
| 1987 | Frankreich     | Bulgarien         | 1:1            |
| 1988 | Frankreich     | England           | 4:2            |
| 1989 | Frankreich     | Bulgarien         | 3:0            |
| 1990 | England        | Tschechoslowakei  | 2:1            |
| 1991 | England        | Frankreich        | 1:0            |
| 1992 | Portugal       | Jugoslawien       | 2:1            |
| 1993 | England        | Frankreich        | 1:0            |
| 1994 | England        | Portugal          | 2:0            |
| 1995 | Brasilien      | Frankreich        | 1:0            |
| 1996 | Brasilien      | Frankreich        | 1:1            |
| 1997 | Frankreich     | Portugal          | 2:1            |
| 1998 | Argentinien    | Frankreich        | 2:0            |
| 1999 | Kolumbien      | Argentinien       | 1:1            |
| 2000 | Kolumbien      | Portugal          | 1:1            |
| 2001 | Portugal       | Kolumbien         | 2:1            |
| 2002 | Brasilien      | Italien           | 2:0            |
| 2003 | Portugal       | Italien           | 3:1            |
| 2004 | Frankreich     | Schweden          | 1:0            |
| 2005 | Frankreich     | Portugal          | 4:1            |
| 2006 | Frankreich     | Niederlande       | 0:0            |
| 2007 | Frankreich     | China             | 3:1            |
| 2008 | Italien        | Chile             | 1:0            |
| 2009 | Chile          | Frankreich        | 1:0            |
| 2010 | Elfenbeinküste | Dänemark          | 3:2            |
| 2011 | Kolumbien      | Frankreich        | 1:1, 3:1 n. E. |
| 2012 | Mexiko         | Türkei            | 3:0            |
| 2013 | Brasilien      | Kolumbien         | 1:0            |
| 2014 | Brasilien      | Frankreich        | 5:2            |
| 2015 | Frankreich     | Marokko           | 3:1            |
| 2016 | England        | Frankreich        | 2:1            |
| 2017 | England        | Elfenbeinküste    | 1:1, 5:3 n. E. |
| 2018 | England        | Mexiko            | 2:1            |
| 2019 | Brasilien      | Japan             | 1:1, 5:4 n. E. |
| 2022 | Frankreich     | Venezuela         | 2:1            |
| 2023 | Panama         | Mexiko            | 4:1            |
| 2024 | Ukraine        | Elfenbeinküste    | 2:2, 5:4 n. E. |

## Damen-Turnier
2018 wurde das erste Mal ein Turnier für Damen ausgetragen. Teilnehmer waren Frankreich, Deutschland, Haiti und die USA. Das Turnier wurde als Rundenturnier ausgetragen.

### Bisherige Gewinner Damen
| Jahr | Gewinner  | Zweitplatzierter |
| ---- | --------- | ---------------- |
| 2018 | USA       | Frankreich       |
| 2019 | Nordkorea | Japan            |
| 2022 | USA       | Frankreich       |
| 2023 | Japan     | Kamerun          |

### Auszeichnungen Damen
| Jahr | Torschützin                                      | Torhüterin    | Beste Spielerin | Fairplay   |
| ---- | ------------------------------------------------ | ------------- | --------------- | ---------- |
| 2018 | Sophia Smith                                     | Mylène Chavas | Sophia Smith    | Frankreich |
| 2019 | Kim Kyong Yong                                   | Yu Son Gum    | Silvana Flores  | Japan      |
| 2022 | Trinity Byars                                    | Mia Justus    | Laurina Fazer   | USA        |
| 2023 | Brenda Ebika Tabe Momoko Tanikawa Rihona Ujihara | Cathy Biya    | Momoko Tanikawa |            |